# Трансформерси: Земаљска искра
Трансформерси: Земаљска искра је америчка компјутерски анимирана телевизијска серија, заснована на линији играчака Трансформерси од Hasbro-а и Такаре Томија, коју су развили Дејл Малиновски, Eнт Вард и Никол Дибук за стриминг сервис Paramount+ и кабловски канал Никелодион. Серија је у власништву и дистрибуцији Hasbro-а, а копродукција је између Hasbro Entertainment One и Nickelodeon Animation Studio, уз услуге анимације које пружа Icon Creative Studio. Дебитовао је на Paramount+ са својих првих 10 епизода 11. новембра 2022.

## Радња
Много година након завршетка грађанског рата између Аутобота и Десептикона, породица Малто се сели из Филаделфије у мали град Витвики у Пенсилванији. Тамо, млади Роби и Мо Малто сведоче о рођењу нове врсте трансформерса рођених на Земљи под називом Терани, који постају емоционално везани за њих двоје преко специјалних сајбер рукава на њиховим рукама. Сада усвојени у породицу и под менторством Бамблбија, Терани раде са Аутоботима, бившим вођом Десептикона Мегатроном, организацијом Г.О.У.С.Т. и децом да би заштитили свој нови живот од преосталих одметнутих Десептикона и других зликоваца док проналазе своје место у свету.

## Ликови

### Терани
- Твич Малто (глас позајмила Катрин Кавари у ТВ серији, Фара Риши у Експедицији) је знатижељни и такмичарски настројени трансформерс Теран и Робијева партнерка. Она се трансформише у летећи сајбертронски дрон и њено оружје је пар ласерских сечива.
- Треш Малто (глас позајмио Зено Робинсон у ТВ серији, Крис Лонг у Експедицији) је забавни и импулсивни трансформерс Теран и Моин партнер. Он се трансформише у мотоцикл с приколицом која такође служи и као штит и диск за бацање.
- Хаштаг Малто (глас позајмила Стефани Лемелин у ТВ серији, Лорен Вајзман у Експедицији) је узбудљиви друштвено вешт трансформерс Теран друге генерације. Она се трансформише у Г.О.У.С.Т.-ов комби за присмотру. Иако нема оружје, то надокнађује способношћу да хакује електронске системе путем бежичних мрежа. У 2. сезони, мења свој алт мод у пикап, јер је претходни сматрала застарелим.
- Џобрејкер Малто (глас позајмио Сајрус Арнолд у ТВ серији, Бил Роџерс у Експедицији) је осетљиви трансформерс Теран друге генерације. Он се трансформише у стигимолоха (сада млађег пахицефалосауруса) чинећи га диноботом ове групе.  Иако нема оружје, то надокнађује зверском снагом и издржљивошћу.
- Најтшејд Малто (глас позајмио Закари Инфанте у ТВ серији, Арон Лендон у Експедицији) је креативни и научно настројени трансформерс Теран друге генерације. Најтшејд су први лик у цртаћу о Трансформерсима који је идентификован као небинаран. Они се трансформишу у северну јастребачу.

### Аутоботи
- Оптимус Прајм (глас позајмио Алан Тјудик у ТВ серији, Бил Роџерс у Експедицији) је вођа Аутобота. Он се трансформише у камион с полуприколицом. Он је један од Сајбертронаца које су успешно вратили у живот Робијеви и Моини сајбер-рукави у епизоди "Последња нада, други део".
- Бамблби (глас позајмио Дени Пуди у ТВ серији, Џо Зија у Експедицији) је некадашњи извиђач Аутобота, а тренутно ветеран Аутобота који се крије и постаје ментор Терана. Он се трансформише у жути спортски ауто са црним тркачким пругама, иако је приказано да је оригинално скенирао нижу средњу класу сличне боје.
- Елита-1 (глас позајмила Сиси Џоунс) је другокомандујућа код Аутобота. Она се трансформише у теренац. Она је једна од Сајбертронаца које су вратили у живот Робијеви и Моини сајбер-рукави у епизоди "Последња нада, други део".
- Вилџек (глас позајмио Мајкл Т. Дауни) је механичар, инжењер, изумитељ и научник Аутобота. Он се трансформише у рели ауто. Вилџек је био одговоран за дронове, које је скенирала Твич, која му је касније дала надимак "Тата 2". Он је један од Сајбертронаца које су успешно вратили у живот Робијеви и Моини сајбер-рукави.
- Арси (глас позајмила Марта Марион) је војник Аутобота. Она се трансформише у масел кар. Она је међу Сајбертронцима које су успешно повратили у живот Робијеви и Моини сајбер-рукави.
- Гримлок (глас позајмио Кит Дејвид у ТВ серији, Барон Бас у Експедицији) је ратник Динобот који се трансформише у Тираносауруса. У првом делу епизоде "Дом", Гримлок је био под Мендроидовом контролом ума у борби у илегалном Роботском шибању. Након што су Аутоботи ослободили Гримлока и окончали илегално Роботско шибање, открили су да је Гримлок већ отишао. У "Стиги-ситуација", након опоравка од контроле ума, он постаје Џобрејкеров ментор, нарочито након што Теран постане динобот и потражи помоћ у контролисању свог зверског мода.
- Космос (глас позајмио Ал Јанковик) је Аутобот којег је Фермаестро држао заробљеног у алт моду, док га нису ослободили Малтови. Он се трансформише у летећи тањир који је служио као вашарска вожња.

### Десептикони
- Мегатрон (глас позајмио Рори Макан) је некадашњи вођа Десептикона, који се одрекао зла да осигура опстанак Трансформерса (не слажући се са неким Десептиконима) шаљући Свеискру кроз Свемирски мост на Сајбертрон и повремено је сарађивао са Дороти Малто. Ово оличење прича са шкотским акцентом и трансформише се у оклопни тилтротор што одаје почаст "Анимирани".
- Свиндл и Хардтоп (глас обојици позајмио Нолан Норт) су пар злочиначке браће Десептикона. Они се трансформишу у теренац и у динско возило. Свиндл је био притворен, а Хардтопову десну руку је украо Мендроид за протезну замену његове праве. Када се Мендроид извукао након прве борбе са Аутоботима, Хардтоп је био међу притворенима и тврди Мегатрону да није био свој. Свиндл је касније покушао да обрлати Треша и Мо да му помогну да нађе Хардтопа крађом енергонског скенера, али га је отерао Бамблби. Хардтоп је био међу онима које је случајно ослободила Хаштаг док је Г.О.У.С.Т. радио на притварању њега и осталих бегунаца. У "Disarmed" и "What Dwells Within", Свиндл је притворен и стављен у притвор Г.О.У.С.Т.-а одакле је покушао да побегне са Старскримом, Саундвејвом, Скајворп, и Нова Сторм само да би га спречила заштитна баријера. У "The Last Hope", Свиндл и Хардтоп су међу Десептиконима који су помогли Аутоботима у борби са Мендроидом.
- Скалкранчер је Kрокбот који је у поседству Мендроида и може да се трансформише у крокодила. Касније је стављен у притвор Г.О.У.С.Т.-а након што су га поразили Малтови и Аутоботи. Скалкранчер је био међу онима које је случајно ослободила Хаштаг док је Г.О.У.С.Т. радио на притварању њега и осталих бегунаца. Поразио га је Бамблби. У "The Last Hope, први део" Скалкранчера су ослободили Најтшејд и Твич и оставили га када није хтео да помогне у борби са Мендроидом.
- Саундвејв (глас позајмио Шон Кенин) је Десептикон који ради са својим поданицима касетоботовима. Он се трансформише у стелт сајбертронски ваздухоплов, и нарочито је киван на Мегатрона, верујући да је напустио Десептиконе. Саундвејв је био међу онима које је случајно ослободила Хаштаг док је Г.О.У.С.Т. радио на притварању њега и осталих бегунаца. У "What Dwells Within", Саундвејв је покушао да побегне са Старскримом, Свиндлом, Скајворп, и Нова Сторм само да би га спречила заштитна баријера. У "The Last Hope", Саундвејв је међу Десептиконима који су помогли Аутоботима и Теранима у борби са Мендроидом.
  - Ревиџ је један од Саундвејвових мини-касетних поданика, узима роботски мод налик на црног пантера.
  - Лејсербик (глас позајмио Џејк Грин) је један од Саундвејвових мини-касетних поданика, узима роботски мод налик на птицу.
  - Френзи (глас позајмила Тијана Камачо) је једна од Саундвејвових мини-касетних поданика, и једина  са традиционалним роботским модом хуманоида.
- Старскрим (глас позајмио Стив Блум) је десептикон који се трансформише у млазњак, некада је служио као ваздушни заповедник фракције у великом рату. Након што се рат завршио, Старскрим је био виђен у притвору Г.О.У.С.Т.-a кад је Саундвејв већ био затворен. У "What Dwells Within", Старским бежи из притвора Г.О.У.С.Т.-а уз Скајворп и Нова Сторм. Након што су Старскрим и Хаштаг спашени од Пијавице, Старскрим се телепортовао даље након што је Мегатрон понудио њему, Скајворп и Нова Сторм сигурно место. У "The Last Hope", Старскрим је био међу Десептиконима који су помогли Аутоботима и Теранима у борби са Мендроидом. Покушао је да се освети Мегатрону пре него што га је Мендроидово супер-оружје накратко деактивирало. Старскрим је један од Сајбертронаца које су оживели сајбер-рукави Робија и Мо Малто. Блум репризира своју улогу из серијала Трансформерси: Прајм и Прерушени роботи.
- Скајворп и Нова Сторм (глас обема позајмила Никол Дибук у ТВ серији, Алекс Казарес у Експедицији) су пар трагача Десептикона присиљених да раде за Мендроида. Обе се трансформишу у млазњаке. Скајворп може да се телепортује. Нова Сторм је хтела да буде Аутобот, али ју је Скајворп одговорила од тога. У "What Dwells Within", Скајворп и Нова Сторм беже из притвора Г.О.У.С.Т.-а са Старскримом. У "The Last Hope, други део", Скајворп и Нова Сторм су међу Десептиконима који су помогли Аутоботима и Теранима у борби са Мендроидом.
- Тарантулас (глас позајмио Алфи Ален) научник Десептикон који се трансформише у тарантулу. Станује испод гробља Витвикија, жели да га оставе на миру, и показао је да је брижан кад су у питању протоформе. Чак даје Најтшејд неке савете о алт-модовима. Његов изглед је базиран на неговој Трансметалној форми из Рата звери: Трансформерси.
- Брејкдаун (глас позајмио Роџер Крејг Смит) је стунтикон који је један од неколико Десептикона који су се одрекли зла и Бамблбијев близак пријатељ. Он се трансформише у тркачки ауто и тренутно је у притвору Г.О.У.С.Т.-а, од 14. епизоде "Безбедносни протоколи", кад се жртвовао да спаси Бамблбија. У "The Last Hope", Брејкдаун је међу Десептиконима који су помогли Аутоботима и Теранима у борби са Мендроидом.
- Шоквејв је некадашњи главни научник Десептикона који има освету против Мегатрона од када је прешао на страну Аутобота, да одржи Свеискру безбедном и зароби њега у застој. Он се трансформише у сајбертронски четвороножни ходајући тенк и назива Теране"Сајбридима". У "The Last Hope", Шоквејву је накратко био исцрпљен Енергон од стране Мендроида. Он је био међу Десептиконима које су оживели сајбер-рукави Робија и Мо.
- Брол је Десептикон који је био присиљен да се бори за Енергон у илегалном Роботском шибању да би преживео. Касније је пронађен како му је исцрпљен Енергон као и осталим заточеним Сајбертронцима. Ово је узроковао Мендроид који је узео његову леву руку.

#### Инсектикони
Инсектикони су Сајбертронци који имају зверске модове засноване на инсектима и могу да стварају холографске клонове.
- Шрапнел је Инсектикон који је у поседу Мендроида и може да се трансформише у јеленка. Касније је стављен у притвор Г.О.У.С.Т.-а након што су га поразили Малтови и Аутоботи. У "The Last Hope, први део" Шрапнела су ослободили Најтшејд и Твич, али није хтео да помогне у борби са Мендроидом.
- Бомбшел је Инсектикон који је у поседу Мендроида и може да се трансформише у јапанску бубу носорог. Касније је стављен у притвор Г.О.У.С.Т.-а након што су га поразили Малтови и Аутоботи. У "The Last Hope, први део" Бомбшела су ослободили Најтшејд и Твич, али није хтео да помогне у борби са Мендроидом.

#### Терани хаоса
Терани хаоса су трансформерси засновани на Земљи које су створиле крхотине исквареног Жарокамена. Они су попут Предаконса из Трансформерса: Прајм, осим што немају вођу.
- Афтермат (глас позајмио Фли) је Теран хаоса  ког је створила искварена крхотина Жарокамена и може да се трансформише у шлепер.
- Спитфајер (глас позајмила Зелда Вилијамс) је Теран хаоса коју је створила искварена крхотина Жарокамена и јако подсећа на Твич. Као и она, такође може да се трансформише у летећи сајбертронски дрон.

### Људи
- Роби Малто (глас позајмила Сидни Микајла у ТВ серији, Џошуа Еванс у Експедицији) је 13-годишњи дечак (14 у 2. сезони) који се прилагођава свом новом животу након што је присиљен да се пресели у мали град.
- Морган Вајолет "Мо" Малто (глас позајмила Зион Броднакс, Тунисија Хардисон у Експедицији) је Робијева оптимистична 9-годишња сестра (10 у 2. сезони).
- Дороти "Дот" Малто (глас позајмила Бени Латам) је Робијева и Моина мајка, која је ренџерка парка и бивши војник. У епизоди "Доба еволуције, први део", откривено је да је изгубила десну ногу у великом Сајбертронском рату и носи протезну ногу. Дот је такође чланица Г.О.У.С.Т.-a.
- Др Алекс Малто (глас позајмио Џон Џон Брионес) је Робијев и Моин отац, који је професор на колеџу са докторатом филозофије из историје Сајбертрона.
- Менроид / Др Меридијан (глас позајмио Дидрих Бејдер) је луди научник и роботичар, који жели да уништи све Сајбертронце. Његово право име је Др Меридијан, али му је против његове воље дат надимак "Мендроид" од стране Треша. Мендроид је изгубио своју праву десну руку у Сајбертронском рату, онда кад је радио за Г.О.У.С.Т, и почео је да замењује своје делове тела, онима од трансформерса које ухвати, попут Хардтопове десне руке и Бролове леве руке. Мендроиду је касније пришла Крофтова када му је дозволила да користи једну од Г.О.У.С.Т.-ових установа. У "The Last Hope" Мендроид регрутује два Ајкуликона и касније убија Крофтову. У "The Last Hope, други део", Мендроид је активирао супер-оружје да би угасио све сајбертронске облике живота и умро је због нежељеног дејства уношења Енергона, који га је учинио рањивим на поменуто оружје, док је мислио да је победио. Његова победа је била кратког даха, поштп су Роби и Мо употребили своје сајбер-рукаве да оживе све Аутоботе, Десептиконе и Теране.
  - Арахнамехови су Мендроидове пауколике креације.
- Г. Смелт (глас позајмио Даран Норис) је наставник у чартер школи Витвики.
- Изабел/Изи (глас позајмила Сијена Агудонг) је девојчица са којом се Роби спријатељио на вашару. Испоставило се да имају много тога заједничког, и могуће је да се он заљубио у њу.
- Фермаестро (глас позајмио Ричард Ајоади) је колекционар сајбертронских технологија и артефаката, које чува у свом шатору на вашару.

#### Г.О.У.С.Т.
Скраћено од Глобална Опасност У Свету специјални Тим, ова људска организација има за циљ обнављање односа између људи и Сајбертронаца. Осим Дот, познати чланови Г.О.У.С.Т.-а су:
- Главна агентица Карен Крофт (глас позајмила Кари Валгрен) је чланица Г.О.У.С.Т.-а на високом положају. Познато је да је опседнута држањем одметнутих Десептикона да не направе русвај, па је чак ишла тако далеко да тајно стоји иза илегалног Роботског шибања и дозволи Мендроиду да приступи неким затвореницима Десептиконима у једној од Г.О.У.С.Т.-ових установа као што је показано у "Дом" други део. Издаја Крофотове је откривена у "Stowed Away, Stowaways". Потом ју је убио Мендроид у "Последњој нади, први део", где је употребио своје супер-оружје да је дезинтегрише, јер је њено тело било пуно Енергона због уређаја који јој је дао.
- Специјални агент Џон "Без Х" Шлодер (глас позајмио Марк Еван Џексон) је члан тајне војне организације Г.О.У.С.Т. и брат агентице Крофт. Док су му познати неки Аутоботи и Мегатрон, постаје сумњичав по питању виђења Трансформерса Терана који су у поседу породице Малто и чињенице да је Бамблби лажирао своју смрт. На крају је открио Теране и да је Бамблби још увек жив, такође им спремно помаже да поразе Мендроида.
- Агент Бала (глас позајмила Криција Бахос) је чланица Г.О.У.С.Т.-а.
- Агент Багери (глас позајмила Катрин Кавари) је чланица Г.О.У.С.Т.-а.
- Кадет Квон (глас позајмила Шери Кола) је кадет Г.О.У.С.Т.-а. Она је именована и моделована по сторибордеру серије Алекс Квон.
- Кадет Конвеј (глас позајмио Џејсон Марсден) је кадет Г.О.У.С.Т.-а. Он је именован и моделован по сторибордеру серије Џ.Џ. Конвеју.
- Кадет Розато (глас позајмила Кејтлин Роброк) је кадет Г.О.У.С.Т.-а. Она је именована и моделована по сторибордеру серије Џордан Розато.

### Остали
- Квинтус Прајм (глас позајмио Кленси Браун) је древни Сајбертронац и један од оригиналних тринаест прајмова које је створио Примус, који служи као научник групе. Његов артефакт, Жарокамен, је одговоран за постојање Терана (и осталих ванземаљских раса), док је показано да он и прича преко њега.
- Ајкуликони су раса ајкулоликих сајбертронских бића са друге планете које је угњетавала неименована ванземаљска раса док их Мендроид није ослободио.
  - Блицвејв (глас позајмио Нолан Норт) је Ајкуликон ког је регрутовао Мендроид у дводелном финалу прве сезоне. Упркос томо што је Блицвејва деактивирало Мендроидово супер-оружје, био је међу онима које су оживели Робијеви и Моини сајбер-рукави.
  - Рејзор-Фин (глас позајмио Стив Блум) је Ајкуликон ког је регрутовао Мендроид у дводелном финалу прве сезоне. Упркос томо што је Рејзор-Фина деактивирало Мендроидово супер-оружје, био је међу онима које су оживели Робијеви и Моини сајбер-рукави.
- V.A.L (Virtual Assistant Liasion) (глас позајмила Сиси Џоунс) је ВИ која је део Хаштагиног новог ажурирања.
- Квинтесон Џелат (глас позајмио Фред Татаскиор) је сајбертронско биће које има лошу историју са Квинтусом Прајмом.
- Тератронус (глас позајмила Клаудија Блек) је титанка која је потомак Квинтуса Прајма.

## Улоге
| Улога                        | Оригинални глас    | Српски глас                                                                                |
| ---------------------------- | ------------------ | ------------------------------------------------------------------------------------------ |
| Роби Малто                   | Сидни Микајла      | Марко Јакшић                                                                               |
| Мо Малто                     | Зион Броднакс      | Петра Семиз                                                                                |
| Твич Малто                   | Катрин Кавари      | Ивана Тењовић                                                                              |
| Треш Малто                   | Зено Робинсон      | Никола Тодоровић                                                                           |
| Бамблби                      | Дени Пуди          | Виктор Влајић (С1) Mateya (С2-3)                                                           |
| Дот Малто                    | Бени Латам         | Ања Орељ                                                                                   |
| Алекс Малто                  | Џон Џон Брионес    | Лако Николић                                                                               |
| Хаштаг Малто                 | Стефани Лемелин    | Марија Жеравица (С1Е10-16) Дана Барбара (С1Е17-18) Ирина Арсенијевић (С1Е19-С3)            |
| Џобрејкер Малто              | Сајрус Арнолд      | Немања Живковић                                                                            |
| Најтшејд Малто               | Закари Инфанте     | Милена Моравчевић                                                                          |
| Оптимус Прајм                | Алан Тјудик        | Славиша Репац                                                                              |
| Елита-1                      | Сиси Џоунс         | Ана Кораћ Драгана Кураица (С2Е3 једна реченица)                                            |
| Вилџек                       | Мајкл Т. Дауни     | Бојан Хлишћ                                                                                |
| Арси                         | Марта Марион       | Снежана Нешковић                                                                           |
| Гримлок                      | Кит Дејвид         | Бојан Хлишћ                                                                                |
| Космос                       | „Вирд Ал” Јанковик | Славиша Репац                                                                              |
| Мегатрон                     | Рори Макан         | Александар Глигорић                                                                        |
| Свиндл                       | Нолан Норт         | Немања Живковић                                                                            |
| Хардтоп                      | Нолан Норт         | Милан Тубић (С1) Славиша Репац (С2)                                                        |
| Саундвејв                    | Шон Кенин          | Александар Новаковић                                                                       |
| Лејсербик                    | Џејк Грин          | Милош Ђуричић                                                                              |
| Френзи                       | Тијана Камачо      | Ирина Арсенијевић (С1Е8, С3Е2) Јована Васић (С1Е17-18)                                     |
| Старскрим                    | Стив Блум          | Милош Ђуричић                                                                              |
| Скајворп                     | Никол Дибук        | Валентина Павличић (С1Е9-10, С2Е7 једна реченица) Ђурђина Радић (С1Е21) Марија Стокић (С2) |
| Нова Сторм                   | Никол Дибук        | Ђурђина Радић (С1Е9-10) Валентина Павличић (С1Е21-С2) Марија Стокић (С2Е7 једна реченица)  |
| Тарантулас                   | Алфи Ален          | Бојан Хлишћ                                                                                |
| Брејкдаун                    | Роџер Крејг Смит   | Марко Марковић                                                                             |
| Шоквејв                      | Трој Бејкер        | Лако Николић                                                                               |
| Афтермат                     | Фли                | Немања Живковић                                                                            |
| Спитфајер                    | Зелда Вилијамс     | Јована Цавнић                                                                              |
| Квинтус Прајм                | Кленси Браун       | Александар Глигорић                                                                        |
| Блицвејв                     | Нолан Норт         | Милош Ђуричић                                                                              |
| Рејзор-Фин                   | Стив Блум          | Бојан Хлишћ                                                                                |
| V.A.L.                       | Сиси Џоунс         | Драгана Кураица (С2Е3) Владислава Спасић (С2Е9)                                            |
| Квинтесон Џелат              | Фред Татаскиор     | Александар Глигорић                                                                        |
| Тератронус                   | Клаудија Блек      | Маријана Живановић (С2) Ања Орељ (С3)                                                      |
| Мендроид                     | Дидрих Бејдер      | Предраг Дамњановић (С1Е2-10) Марко Марковић (С1Е17-26)                                     |
| Џон Шлодер                   | Марк Еван Џексон   | Предраг Дамњановић (С1Е5-14) Немања Живковић (С1Е22-С3)                                    |
| Карен Крофт                  | Кари Валгрен       | Јована Цавнић                                                                              |
| Бала                         | Криција Бахос      | Снежана Нешковић (С1Е4) Ана Поповић (С1Е11)                                                |
| Багери                       | Катрин Кавари      | Јелена Поповић                                                                             |
| Квон                         | Шери Кола          | Наташа Поповић                                                                             |
| Конвеј                       | Џејсон Марсден     | Милан Антонић                                                                              |
| Розато                       | Кејтлин Роброк     | Маријана Живановић (С1Е11) Јована Чуровић (С1Е14)                                          |
| Г. Смелт                     | Даран Норис        | Предраг Дамњановић                                                                         |
| Миша                         | Грејс Лу           | Ивона Рамбосек                                                                             |
| Бруно Лоув                   | Дасан Тарнер       | Бошко Воларевић                                                                            |
| Изи                          | Сијена Агудонг     | Драгана Кураица (С2) Ивона Рамбосек (С3)                                                   |
| Фермаестро                   | Ричард Ајоади      | Милош Ђуричић                                                                              |
| Стиви                        | Лука Дијаз         | Алекса Станиловић                                                                          |
| Сем                          | Алиша Мулали       | Анђела Џаферовић                                                                           |
| Тејлор                       | Кејтлин Роброк     | Јована Цавнић                                                                              |
| Цб радио                     | Нолан Норт         | Милан Антонић                                                                              |
| Фармер                       | Нолан Норт         | Александар Глигорић                                                                        |
| Холографско дете             | Џејсон Марсден     | Алекса Станиловић                                                                          |
| Компјутерски глас            | Сиси Џоунс         | Ирина Арсенијевић (С1Е3) Снежана Нешковић (С1Е5, С3Е5) Марија Огњеновић (С1Е11)            |
| Г.О.У.С.Т.-ов агент #1       | Џејсон Марсден     | Милан Тубић                                                                                |
| Г.О.У.С.Т.-ов агент #2       | Катрин Кавари      | Марија Стокић                                                                              |
| Г.О.У.С.Т.-ов агент #3       | Нолан Норт         | Бранислав Платиша                                                                          |
| Г.О.У.С.Т.-ов агент #4       | Зено Робинсон      | Mateya                                                                                     |
| Г.О.У.С.Т.-ов агент #5       | Нолан Норт         | Марко Марковић                                                                             |
| Г.О.У.С.Т.-ов агент #6       | Кари Валгрен       | Маријана Живановић (С1Е23) Ана Кораћ (С1Е24)                                               |
| Г.О.У.С.Т.-ов агент у цивилу | Алан Тјудик        | Милан Тубић                                                                                |
| Драматични глас #1           | Сиси Џоунс         | Марија Огњеновић                                                                           |
| Драматични глас #2           | Дени Пуди          | Mateya                                                                                     |
| Паметни тренер 5007          | Дени Пуди          | Виктор Влајић                                                                              |
| Паметни тренер 5008          | Дени Пуди          | Немања Живковић                                                                            |
| Генерични мушкарац           | Алфи Ален          | Славиша Репац                                                                              |
| Достављач                    | Марк Еван Џексон   | /                                                                                          |
| Бубњар                       | Сидни Микајла      | Марко Марковић                                                                             |
| Крадљивац                    | Џејк Грин          | Милан Антонић                                                                              |
| Разглас                      | Кари Валгрен       | Маријана Живановић                                                                         |
| Возачица                     | Катрин Кавари      | Драгана Кураица                                                                            |
| Радник                       | Нолан Норт         | Немања Живковић                                                                            |
| Обавештење                   | Нолан Норт         | Славиша Репац                                                                              |
| Радник вожње                 | Нолан Норт         | Немања Живковић                                                                            |
| Мушкарац                     | Зено Робинсон      |                                                                                            |
| Фотограф                     | Алан Тјудик        | Славиша Репац                                                                              |
| Кртицобот                    | Џејк Грин          | Милан Тубић                                                                                |
| Мама кртицобот               | Тијана Камачо      | Ања Орељ                                                                                   |
| Глумица у филму              | Бени Латам         | Ања Орељ                                                                                   |
| Војник                       | Зено Робинсон      | Бојан Хлишћ                                                                                |
| Оператер кабине              | Ричард Ајоади      |                                                                                            |
| Праул                        | Ерик Бауза         | Милан Антонић                                                                              |
| Сеновита фигура              | Ерик Бауза         |                                                                                            |
| Квинтесон судија             | Бетси Содаро       | Ана Кораћ Маријана Живановић Марко Марковић Ања Орељ Александар Глигорић                   |
| Квинтесон џелати             | Фред Татаскиор     | Милош Ђуричић                                                                              |
| Мушкарац                     | Зено Робинсон      | Милан Тубић                                                                                |
| Војс-овер                    | /                  | Славиша Репац (наслов серије, наслови епизода; инсерти С1, С3) Милан Тубић (инсерти С2)    |

## Продукција
У раној 2021, Hasbro је најавио две анимиране серије базиране на бренду Трансформерси. Прва је била серија базирана на линији БотБотови за Netflix, а друга је била, тада без наслова, серија за емитовање на Никелодиону у 2022. Званични наслов серије, Трансформерси: Земаљска искра, је откривен у фебруару 2022. са роком да се пусти у јесен те године. 1. фебруара 2023, серија је обновљена за другу сезону.

## Маркетинг
Гласовна постава и кратки преглед серије су касније откривени током Сан Дијего Комик Конa 2022.